# محسن پاک‌نژاد
محسن پاک‌نژاد (زاده ۱۳۴۵ در تهران) سیاستمدار و مدیر اجرایی ایرانی است که از سال ۱۴۰۳ به عنوان وزیر نفت فعالیت می‌کند.

## تحصیلات
وی دانش‌آموخته کارشناسی مهندسی برق از دانشگاه تهران و کارشناسی ارشد مهندسی صنایع از دانشگاه صنعتی امیرکبیر است

## سوابق
پاک‌نژاد پیش از این از سال ۱۳۹۷ تا ۱۴۰۰ به‌عنوان معاون وزیر نفت در نظارت بر منابع هیدروکربوری فعالیت می‌کرد. وی پیشتر در فاصله سالهای ۱۳۹۵ تا ۱۳۹۷ معاون مدیرعامل شرکت ملی نفت ایران در امور تولید و از اعضای هیئت مدیره این شرکت بود. پاک‌نژاد فعالیت شغلی خود را از ابتدای دهه ۱۳۷۰ در وزارت نیرو آغاز کرد. وی از سال ۱۳۷۶ تا ۱۳۷۷ به عنوان مشاور وزیر نفت و رئیس ستاد نظارت بر سوخت‌رسانی وزارت نفت فعالیت می‌کرد، از سال ۱۳۷۷ تا ۱۳۷۹ مدیر طرح توسعه میادین گازی بود و در سال ۱۳۷۹ به‌عنوان مدیرکل نظارت بر صادرات مواد نفتی و بازرسی فنی وزارت نفت منصوب شد. وی از سال ۱۳۷۹ تا ۱۳۸۶ با حفظ سمت، در جایگاه عضو اصلی هیئت مدیره شرکت نفت مناطق مرکزی ایران نیز فعالیت می‌نمود.
پاک‌نژاد در فاصله سال‌های ۱۳۸۴ تا ۱۳۸۶ مدیر برنامه‌ریزی شرکت نفت مناطق مرکزی ایران بود. وی در سال ۱۳۸۶ به‌عنوان معاون مدیر برنامه‌ریزی تلفیقی شرکت ملی نفت ایران منصوب شد و تا ۱۳۹۲ در این جایگاه فعالیت نمود. در سال ۱۳۹۲ بار دیگر به ستاد وزارت نفت بازگشت و تا سال ۱۳۹۳ برای نزدیک به یک سال، مدیرکل نظارت بر صادرات و مبادلات مواد نفتی وزارت نفت بود. پاک نژاد در فاصله سال‌های ۱۳۹۳ تا ۱۳۹۵ به‌عنوان مدیرعامل و نایب رئیس هیئت مدیره شرکت بازرگانی نفت ایران (به‌اختصار: شرکت نیکو) فعالیت می‌کرد.
وی در تاریخ ۲۱ مرداد ۱۴۰۳ به عنوان وزیر پیشنهادی نفت دولت چهاردهم به مجلس شورای اسلامی معرفیو با ۲۲۲ رأی موافق وزیر نفت  دولت چهاردهم شد.

## تحریم
در تاریخ ۲۳ اسفندماه ۱۴۰۳ وزارت خزانه‌داری آمریکا اعلام کرد محسن پاک‌نژاد، وزیر نفت دولت پزشکیان، را که بر صادرات ده‌ها میلیارد دلار نفت نظارت دارد و میلیاردها دلار از این منابع را برای صادرات در اختیار نیروهای مسلح جمهوری اسلامی قرار داده، تحریم کرده است.